# Jean-Louis de Lolme
Jean-Louis de Lolme, o Delolme (Ginevra, 1740 – Seewen, 16 luglio 1806), è stato un giurista e filosofo svizzero naturalizzato inglese.
Teorico politico e studioso di diritto costituzionale, da adulto si trasferì in Inghilterra dove diventò cittadino britannico. La sua opera più famosa è Constitution de l'Angleterre ("Costituzione dell'Inghilterra", 1771), pubblicata prima in francese e successivamente in inglese. In essa, de Lolme propugna una forma di governo costituzionale che sancisce un equilibrio tra monarchia, aristocrazia e democrazia. Elogiò la democrazia rappresentativa all'interno della costituzione e sollecitò l'estensione del suffragio. La sua opera influenzò molti degli artefici della Costituzione degli Stati Uniti.

## Biografia

### Gli inizi
De Lolme nacque nell'allora semi-indipendente città di Ginevra nel 1740. Studiò legge e iniziò la pratica legale quando fu costretto ad emigrare a causa di un pamphlet da lui scritto intitolato Examen de trois parts de droit, che recò offesa alle autorità della città. Si rifugiò in Inghilterra, dove visse per diversi anni grazie ad un magro stipendio derivante da alcune collaborazioni con diversi giornali.

### Carriera da scrittore

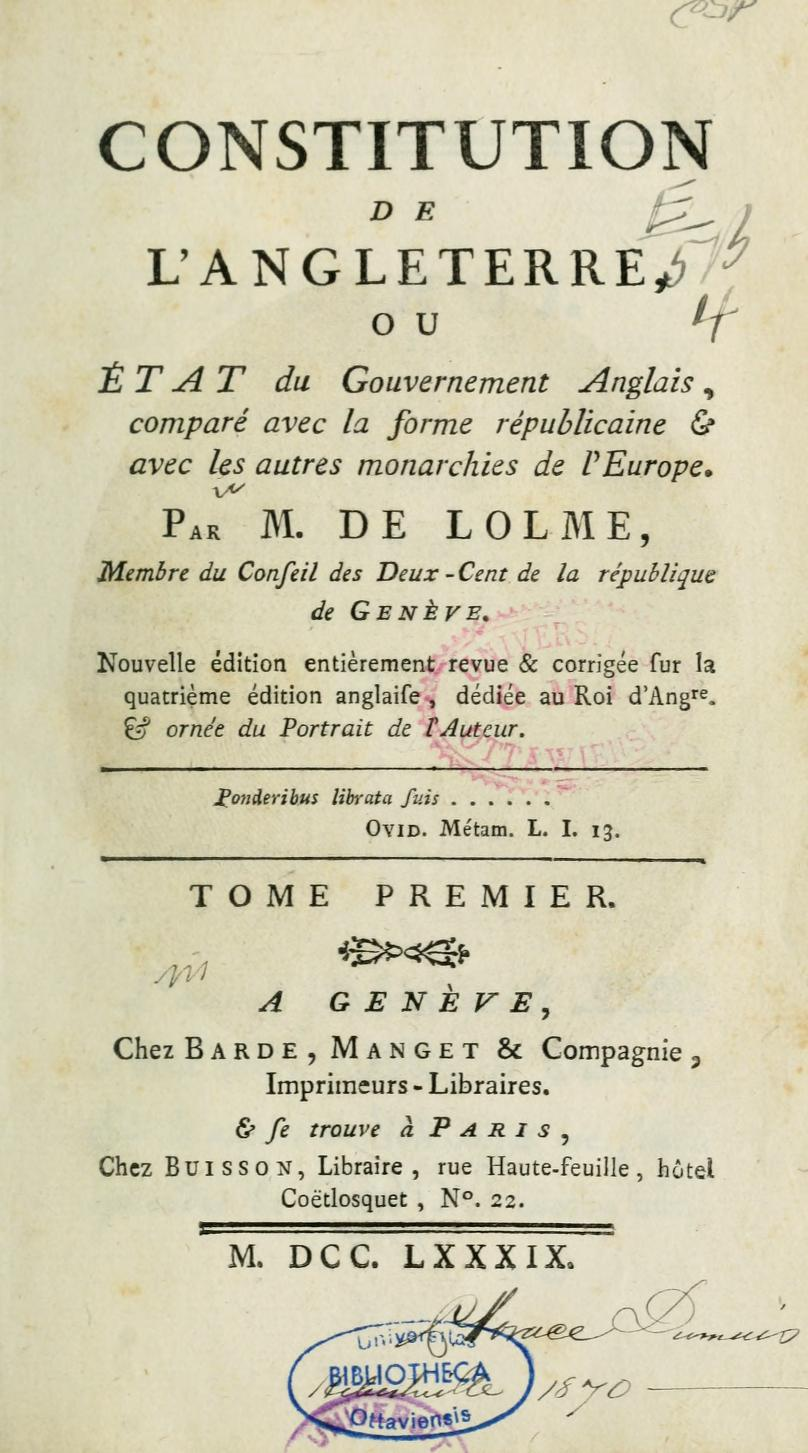
Il frontespizio dell'edizione del 1789 di Constitution de l'Angleterre

Durante il suo esilio in Inghilterra, De Lolme fece un attento studio della costituzione inglese, i cui risultati furono pubblicati nella sua Costituzione dell'Inghilterra, pubblicata per la prima volta nel 1771 ad Amsterdam. Nel 1775, apparve la versione in lingua inglese più allargata, la quale fu più volte ristampata. Il lavoro attirò l'interesse di molti studiosi perché conteneva molte acute osservazioni sulle cause dell'eccellenza della costituzione inglese rispetto a quelli di altri paesi. Tuttavia, l'opera fu definita dall'undicesima edizione della Enciclopedia Britannica (1911) come "scritta prima del periodo in cui le questioni costituzionali venivano trattate in maniera scientifica".
Nel libro, de Lolme, favorevole a una forma di governo costituzionale, sancisce il principio del governo equilibrato, bilanciando l'uno, i pochi, e i molti, ossia le idee di monarchia, aristocrazia e democrazia. Criticava il potere del parlamento britannico fornendo un'espressione grottesca che divenne proverbiale: "il parlamento può fare tutto, tranne che trasformare una donna in uomo e un uomo in una donna". Tuttavia, de Lolme esaltava il governo britannico, perché, influenzato dalle sue osservazioni e dai suoi studi, nonché dai precedenti scritti di Voltaire e Montesquieu, la costituzione non scritta del Regno Unito incarnava l'ideale del governo meglio bilanciato rispetto a qualsiasi altro governo del tempo. In particolare, lodava l'elemento della democrazia rappresentativa nella costituzione e sollecitava l'estensione del suffragio. De Lolme sviluppò e affinò il suo pensiero politico in opposizione alla teoria più radicale di democrazia diretta sostenuta dal suo connazionale, Jean-Jacques Rousseau, ritenuta da de Lolme come irrealistica.
De Lolme scrisse in inglese A Parallel between the English Government and the Former Government of Sweden ("Parallelo tra il Governo inglese e il vecchio Governo svedese", 1772), The History of the Flagellants (1776), basata su un'opera di Nicolas Boileau, An Essay, Containing a Few Strictures on the Union of Scotland with England (1787), e altre opere minori.

### Morte
Nel 1775 de Lolme fu costretto ad accettare l'aiuto di una società di beneficenza che lo riportò nella sua patria natìa. Morì a Seewen, un villaggio nel Canton Svitto, nel 1806.